# Chinese talen
Chinees of Chinese talen is een groep talen die samen de Sinitische tak van de Sino-Tibetaanse taalfamilie vormen. Meestal wordt met Chinees het Standaardmandarijn bedoeld, de officiële taal van de Volksrepubliek China en Taiwan en een van de officiële talen van Singapore. Die standaardtaal is gebaseerd op het Beijinghua, het Pekingdialect van het Mandarijn, de grootste van de Chinese talen. Feitelijk is het Chinees te beschouwen als een macrotaal die wordt gesproken door ongeveer 1,2 miljard mensen, met name in China en Taiwan, maar ook in andere landen van het Verre Oosten, waaronder Maleisië, Thailand, Indonesië en Singapore. Ook wordt de taal gesproken door vele overzeese Chinezen.
De Chinese talen bestaan al zeer lang, er zijn al geschriften teruggevonden van meer dan 2500 jaar geleden en Chinese karakters op orakelbotten die nog ouder zijn.

## Lijst van Chinese talen
Er zijn tien Chinese talen die onderdeel zijn van de Chinese macrotaal:
- Mandarijn
- Wu 吴语
- Hakka 客家话
- Min 闽语
- Kantonees 粤语
- Xiang 湘语
- Gan 赣语
- Jin 晋语
- Pinghua 平话
- Hui

Verder zijn er nog vijf Chinese talen die nog niet door linguïsten zijn ingedeeld:
- Waxianghua 瓦乡话
- Xiangnantuhua 湘南土话
- Yuebeituhua 粤北土话
- Danzhouhua 儋州话
- Junhua 军话

Deze talen kunnen worden geschreven met behulp van het Chinees schrift.
Lijstje van rang van de talen die in de wereld worden gesproken:
- Mandarijn 北方话: 1 (De meeste sprekers ter wereld)
- Wu 吴语: 12
- Kantonees 粤语: 18
- Min 闽语: 22
- Hakka 客家话: 33

## Tonen
De Chinese talen zijn zogenaamde tonale talen, waarbij de verandering van de toon van een woord de betekenis van dat woord geheel kan veranderen. De tonen in het Standaardmandarijn, de officiële spreektaal van China, worden in het hanyu pinyin aangegeven met een diakritisch teken op de klinkers. De 5e toon, de neutrale toon, krijgt geen diakritisch teken.
- ā, ē, ī, ō, ū de macron geeft de 1e toon aan.
- á, é, í, ó, ú het accent aigu geeft de 2e toon aan.
- ǎ, ě, ǐ, ǒ, ǔ de haček of caron geeft de 3e toon aan.
- à, è, ì, ò, ù het accent grave geeft de 4e toon aan.
- a, e, i, o, u zonder diakritisch teken geeft de 5e toon aan.

De eerste vier tonen in het Mandarijn

De tonen worden ook vaak met cijfers aangegeven, daar het typen van een diakritisch teken soms nogal tijdrovend is. Het cijfer komt dan overeen met de toon. Er worden binnen het Standaardmandarijn vijf tonen onderscheiden:
1. De eerste is een lange, hoge toon, in het pinyin te herkennen aan de macron (ā, ē, ī, ō, ū) of aan het cijfer 1.
2. De tweede toon begint op normale toonhoogte en stijgt tot de hoogte van de eerste toon, in het pinyin te herkennen aan het accent aigu (á, é, í, ó, ú) of aan het cijfer 2.
3. De derde toon is een lage toon die eerst daalt maar daarna weer tot de beginhoogte van de tweede toon stijgt, in het pinyin te herkennen aan de háček of caron (ǎ, ě, ǐ, ǒ, ǔ) of aan het cijfer 3.
4. De vierde toon is een korte, scherp dalende toon, die start op het niveau van de eerste toon en eindigt ergens rond het diepste punt van de tweede toon, in het pinyin te herkennen aan het accent grave (à, è, ì, ò, ù) of aan het cijfer 4.
5. De vijfde toon is een neutrale toon zonder specifiek patroon. De toonhoogte wordt door de tonen beïnvloed van de voorgaande en de volgende toon. Sprekers van het Mandarijn verwijzen naar deze toon als de nultoon. Deze wordt in het pinyin niet met een diakritisch teken of cijfer aangeduid. Sommigen tellen deze vijfde toon niet mee en zeggen dat het Mandarijn maar vier tonen telt.

Deze tonen kunnen ertoe leiden dat één lettergreep, in dit voorbeeld ma, vijf verschillende betekenissen kan hebben al naargelang de toon waarop hij uitgesproken wordt. Hieruit mag men niet afleiden dat één toon ook maar één betekenis kan hebben, wel integendeel. Zo heeft ma3 behalve de betekenis paard nog minstens zeven andere courante betekenissen. Vanzelfsprekend krijg je voor elke betekenis wel een ander karakter. Zo betekent bijvoorbeeld ma1 niet alleen moeder, maar ook vegen, schemering en is het een aanspreektitel voor een oudere dame, enzovoort. Chinezen maken uit de toonhoogte en uit de context op over welke ma het precies gaat.
- ma1 betekent moeder
- ma2 betekent hennepplant
- ma3 betekent paard
- ma4 betekent uitschelden
- ma5 aan het einde van een zin functioneert als een vraagpartikel.

De verschillen in toonhoogte maken de volgende niet geheel grammaticaal correcte zin mogelijk: ma1ma ma4 ma3 de5 ma2 ma5? oftewel Is moeder de hennep van het paard aan het uitschelden? te bouwen. Māma mà mǎ de má ma? 媽媽罵馬的麻嗎？/妈妈骂马的麻吗？
Mandarijn is met zijn vier tonen een van de eenvoudigere Chinese talen. Sommige dialecten, zoals Kantonees of Yue en Minnanyu, kennen zes of nog meer tonen.

## Schrijfwijzen en transliteratie

### Schrijfwijzen
Binnen de Chinese talen zijn er inmiddels verschillende manieren om de taal te schrijven: met traditionele karakters (fantizi), met soms vrij complexe karakters; met vereenvoudigde karakters (jiantizi), waarbij veel complexe karakters gesimplificeerd zijn; en in een romanisatie of transliteratie, dat wil zeggen met het Latijnse alfabet. Er zijn ongeveer 12.000 moderne Chinese karakters. In het verleden zijn er veel meer geweest. Het Kangxi woordenboek, geschreven tijdens de Qing-dynastie beslaat 47.035 karakters. Het recente Hanyu Cidian beslaat zo'n 56.000 karakters, maar hier zijn ook karakters bij die inmiddels in onbruik zijn geraakt. Veel karakters kunnen op zich meerdere betekenissen hebben, maar meestal bestaat een woord uit twee of meer karakters, of kan uit de context worden opgemaakt welke betekenis wordt bedoeld. De gemiddelde Chinees kent ongeveer 4.000 karakters, 6.000 karakters wordt gezien als het minimum voor een universitaire opleiding, hoog opgeleide Chinezen kennen er ongeveer 7.000 tot 10.000. De complexe werking van dit schrift zorgt ervoor dat veel inwoners van Chineestalige gebieden niet of onvoldoende kunnen lezen of schrijven. Volgens de CIA-The World Factbook is 14% van de Chinezen analfabeet. Een in het Chinese schrift gestelde tekst is voor elke geletterde Chinees te begrijpen, al kunnen twee gesproken versies van dezelfde tekst onderling volkomen onverstaanbaar zijn.
Ter illustratie een beroemde Chinese tongbreker. Deze maakt duidelijk dat de karakters er verschillend uitzien, iets heel verschillends betekenen, maar wel op dezelfde manier worden uitgesproken. Het betreft een kort verhaal in het klassiek Mandarijn, geschreven door Chao Yuen Ren (1892-1982) een Chinees-Amerikaans linguïst als argument tegen de romanisatie van het Mandarijn. De tekst is geschreven met enkel karakters die allemaal kunnen worden getranslitereerd als shi. Slechts de intonatie verschilt.
| Hànzì                              | Hànyǔ pīnyīn                            | Nederlandse vertaling |
| ---------------------------------- | --------------------------------------- | --- |
| 施氏食狮史                         | shīshìshíshīshǐ                         | Het verhaal van meneer Shi die leeuwen eet                                                                                               |
| 石室诗士施氏，嗜狮，誓食十狮。     | shíshìshīshìshīshì，shìshī，shìshíshī。 | Er is een dichter wiens familienaam Shi was, hij woont in een stenen kamer en houdt ervan leeuw te eten, hij zwoer tien leeuwen te eten. |
| 施氏时时适市视狮。                 | shīshìshíshìshī。                       | Indien mogelijk ging meneer Shi naar de markt om te kijken voor leeuwen.                                                                 |
| 十时，适十狮适市。                 | shí，shìshíshīshì。                     | Om tien uur, kwamen tien leeuwen naar de markt.                                                                                          |
| 是时，适施氏适市。                 | shìshí，shìshīshì。                     | En meneer Shi kwam ook naar de markt. |
| 氏视是十狮，恃矢势，使是十狮逝世。 | shìshíshī，shìshǐshì，shǐshìshíshīshì。 | Meneer Shi zag de tien leeuwen en gebruikte pijl-en-boog om de tien leeuwen te doden.                                                    |
| 氏拾是十狮尸，适石室。             | shìshíshìshíshī，shìshíshì。            | Meneer Shi nam de lichamen van de tien leeuwen mee en bracht ze naar zijn stenen kamer.                                                  |
| 石室湿，氏使侍拭石室。             | shíshìshī，shìshǐshìshíshì。            | De stenen kamer was nat, meneer Shi vroeg de bediende de kamer schoon te maken.                                                          |
| 石室拭，氏始试食是十狮。           | shíshì，shìshǐshìshíshìshíshī。         | De stenen kamer was klaar, meneer Shi probeerde de tien leeuwen op te eten.                                                              |
| 食时，始识是十狮，实十石狮尸。     | shí，shǐshíshìshíshī，shíshī。          | Toen hij wilde eten merkte hij op dat de leeuwen van steen waren.                                                                        |
| 试释是事。                         | shì。                                   | Probeer de situatie te verklaren. |

shī: De eerste toon is rood gekleurd.

shí: De tweede toon is groen gekleurd.

shǐ: De derde toon is paars gekleurd.

shì: De vierde toon is blauw gekleurd.

### Transliteratie
Er zijn verschillende manieren om Chinees te translitereren. Voor Mandarijn werd vroeger vooral het Wade-Gilessysteem gebruikt, tegenwoordig wordt op het vasteland van China Hanyu pinyin gebruikt, een systeem dat in 1958 is geïntroduceerd. Op Taiwan wordt een mix van allerlei systemen gebruikt, wat het lezen van bijvoorbeeld straatnaambordjes ernstig kan bemoeilijken. Voor andere dialecten dan het Mandarijn zijn er weer andere romanisatiesystemen.
Vanwege de hoge moeilijkheidsgraad van het Chinees schrift wilde het communistisch bewind in zijn beginjaren het afschaffen en in zijn geheel vervangen met Hanyu pinyin. Dat bracht echter het probleem met zich mee dat iedereen goed Mandarijn moest kunnen lezen en verstaan. Ook zou geschreven Chinees, door de vele homofonen die de taal kent, zeer moeilijk leesbaar worden. Uiteindelijk is daarom van het plan afgezien. Wel zijn in de jaren 1950 de vereenvoudigde karakters ingevoerd, die het schrift makkelijker moesten maken. Over de vraag of het Chinees door deze simplificatie inderdaad makkelijker is geworden, zijn de meningen sterk verdeeld.
Een in het Chinese schrift geschreven tekst is voor elke geletterde Chinees te begrijpen. Als het Latijnse alfabet daadwerkelijk was ingevoerd had elke taal zijn eigen schrijfwijze gekregen en zouden ook geschreven teksten onderling niet begrijpelijk zijn. Of het Latijnse alfabet sowieso al een optie had kunnen zijn, is ook nu nog vaak een punt van discussie. Net als in het Vietnamees zou er dan zeer intensief met gecombineerde diakritische tekens gewerkt moeten worden. Door de vele homofonen in het Mandarijn Chinees zou een tekst nog veel ingewikkelder worden om te begrijpen.

## Grammatica
De grammatica van de Chinese talen is bijzonder eenvoudig en ook vrij logisch. Alleen het schriftsysteem en de korte klanken die voor elk karakter staan, kunnen enigszins verwarrend werken op hen die een van de Chinese talen willen leren als een tweede taal.
Enige voorbeelden van de grammatica:
- werkwoorden worden niet vervoegd;
- andere woorden worden ook niet verbogen, maar een hulpwoord geeft een betekenisverandering aan.

## Leenwoorden
Hoewel in de Chinese talen altijd in hanzi wordt geschreven, kennen de Chinese talen veel gemeenschappelijke leenwoorden. De meeste leenwoorden zijn in de 20e eeuw ontstaan, toen China met technische en wetenschappelijke modernisering te maken kreeg en veel werd beïnvloed door Engels. Veel leenwoorden worden vertaald door een hanzi te gebruiken die ongeveer dezelfde klank heeft. Zo is sofa vertaald als 沙發 (pinyin: shāfā).

## Braille
- Chinees braille
- Kantonees braille
- Tibetaans braille